# Draeculacephala soluta
Draeculacephala soluta är en insektsart som beskrevs av Gibson 1919. Draeculacephala soluta ingår i släktet Draeculacephala och familjen dvärgstritar. Inga underarter finns listade i Catalogue of Life.